# Naregal
Naregal là một thị xã panchayat của quận Gadag thuộc bang Karnataka, Ấn Độ.

## Địa lý
Naregal có vị trí 15°35′B 75°49′Đ / 15,58°B 75,82°Đ Nó có độ cao trung bình là 628 mét (2060 feet).

## Nhân khẩu
Theo điều tra dân số năm 2001 của Ấn Độ, Naregal có dân số 16.652 người. Phái nam chiếm 51% tổng số dân và phái nữ chiếm 49%. Naregal có tỷ lệ 61% biết đọc biết viết, cao hơn tỷ lệ trung bình toàn quốc là 59,5%: tỷ lệ cho phái nam là 73%, và tỷ lệ cho phái nữ là 49%. Tại Naregal, 13% dân số nhỏ hơn 6 tuổi.